# Ursula Michelis
Ursula Michelis (* 25. Juli 1946 in Waldbröl) ist eine deutsche Schauspielerin.

## Werdegang
Zunächst nahm Michelis ein Studium der Germanistik, Anglistik und Theaterwissenschaft auf und unterrichtete daraufhin viele Jahre lang am Montessori-Gymnasium in Köln-Bickendorf. Nach der Geburt ihres dritten Sohnes entschied sie sich jedoch dazu, einen neuen beruflichen Weg einzuschlagen, und begann eine Schauspielausbildung, die sie von 1984 bis 1987 an der Theaterschule Köln absolvierte. Im Anschluss daran besuchte sie von 1987 bis 1989 das Schauspielstudio J. Millo sowie das Actors Studio W. Lott.
Danach folgten diverse Theater- und Fernsehengagements. Auf der Bühne stand sie vornehmlich an Kölner Theaterhäusern, nahm aber auch an bundesweiten Tourneen teil, beispielsweise ab 1995 mit dem Stück Mirad, ein Junge aus Bosnien. Für die Rolle der Fazila, die sie darin präsentierte, gewann Michelis bereits 1994 den ersten Preis beim theaterzwang-Festival. Daneben trat sie in vielen bekannten Stücken wie Die Kleinbürgerhochzeit, Nathan der Weise, Antigone, Hamlet oder Ein Sommernachtstraum auf. Zuletzt spielte sie 2011 in Ein Herz und eine Seele – basierend auf der gleichnamigen Fernsehserie – die Ehefrau von „Ekel Alfred“ (im Fernseh-Original dargestellt von Heinz Schubert), die einfältige Hausfrau Else Tetzlaff (Elisabeth Wiedemann und Helga Feddersen). Danach erhielt sie ein Festengagement am Theater im Bauturm (Köln).
Zudem war sie bereits in zahlreichen Fernsehreihen zu sehen, etwa in den Krimis Der Fahnder, SOKO Köln und Im Namen des Gesetzes. Daneben übernahm sie Episodenrollen in den Fernsehserien Lindenstraße, Die Anrheiner und Verbotene Liebe und spielte auch in Comedy-Reihen wie Familie Heinz Becker, Höllische Nachbarn, Pastewka oder Ladyland mit. In der ARD-Vorabendserie Marienhof verkörperte sie außerdem mehrere Jahre lang in unregelmäßigen Abständen die Carlita Garcia, die Mutter der beiden Hauptrollen Carlos (Alfonso Losa) und Raul (Mirco Wallraf).
Darüber hinaus wird sie seit geraumer Zeit für Produktionen engagiert, wo sie die Darsteller als Coach unterstützt. In dieser Funktion ist sie schon seit vielen Jahren als Betreuerin des Casts der RTL-Soap Unter uns tätig, wo sie zuvor bereits zwei Nebenrollen übernommen hatte. Um die Welt der Seifenopern mit der des Theaters zu verbinden, produzierte Michelis unter der Regie von Lukas Holzhausen das von ihr geschriebene Stück Schnitzler unter uns, das am 23. Oktober 2005 am Schauspiel Köln von den Darstellern besagten Fernsehformats uraufgeführt wurde. Darin zu sehen waren Christiane Maybach, Petra Blossey, Stefan Franz, Isabell Hertel, Marco Sprinz, Alexander Sholti, Henrike Richters, Imke Brügger, Petra Gumpold, Kai Noll und Sven Waasner.
Ursula Michelis spricht neben ihrer Muttersprache fließend Englisch, Französisch und Spanisch. Sie lebt in Köln.

## Filmografie

### Fernsehen
| - 1995: Jede Menge Leben (als Anna Liebenstein) - 1995: Unter einer Decke (als Madame Elvira) - 1995: Novak & Co (als Sophie Bruckmann) - 1995–1999: Die Wache - 1995: Irrtum (als Maja) - 1997: Cowboys (als Frau Schneider) - 1999: Der Bestatter (als Waltraud Hans) - 1996: Einsatz für Lohbeck (als Christina Moltke) - 1996–2010: Verbotene Liebe - 1996: als Trude Pfeiffer - 2003: als Madame Cobra - 2005: als Maria Voss - 2010: als Brigitte „Summer“ Schmidt - 1998–2005: Lindenstraße - 1998: als Frau Winter - 2003: als B. Karge - 2005: als Frau Eibel - 1998: Familie Heinz Becker – In der Telefonzelle (als Christa Weber) | - 1999: T.V. Kaiser – Mobbing auf dem Rummel (als Adelheid Schwedewski) - 1999: City Express (als Nina) - 1999–2006: Unter uns - 1999: als Charlotte Avitaro - 2005–2006: als Mutter Elisabeth - 2000: Höllische Nachbarn (als Margot Visser) - 2001: Der Fahnder – Alles aus Liebe (als Linda) - 2002: Unter Brüdern (als Maja Maier-Bülow) - 2002: Die Sitte (als Helga) - 2003: Die Anrheiner (als Marga Kummer) - 2003–2009: Marienhof - 2003: als Maria Eidenberger - 2006–2009: als Carla „Carlita“ Garcia - 2004: Mensch Markus – Markus feiert Silvester (als Liza Minnelli) - 2006: SOKO Köln (als Maria) - 2007: Ladyland – 20 Jahre Riding Skulls (als Bärbel Ka) - 2007: Pastewka – Das Wunder von München (als Ärztin Heidrun) - 2008: Im Namen des Gesetzes – Tödlicher Einbruch (als Frau Schneider) - 2018: Alles was zählt (als Friederike von Altenburg) - 2019: Sterne über uns (Fernsehfilm) |

## Theater
- 1995: Theater 48, Köln
  - Plötzlich letzten Sommer (als Mrs. Venable)
  - Gott (als Blanche)
- 1995–2003: Severins-Burg-Theater Köln
  - 1995: Ein Sommernachtstraum (als Hermia)
  - 1996: Freunde in der Not (als Marge)
  - 1997: Drei Schwestern (als Mascha)
  - 1997: Antigone (als Iokaste)
  - 1998: Der Sturm (als Trinculo und Stephano)
  - 2002–2003: Hamlet (als Gertrud)
- 1995–1997: bundesweite Tournee (u. a. Comedia Theater) – Mirad, ein Junge aus Bosnien (als Fazila)
- 1996: Horizont-Theater Köln – Die Kleinbürgerhochzeit (als Mutter)
- 1996: Schauspiel Köln – Germania, Tod in Berlin (als Magda Goebbels)
- 1999: Gloria-Theater Köln – Gerettet (als Mary)
- 2000–2001: Wallgraben-Theater in Freiburg im Breisgau – diverse Stücke
- 2004–2005: Theater Tiefrot Köln – Die Präsidentinnen (als Erna)
- 2006–2007: Comödie Duisburg, Bochum und Wuppertal – Drum prüfe, wer sich bindet (als Charlotte)
- 2007–2008: Eifelturm Theater Köln – King Lear (als Lady Gloster)
- 2008–2010: Theater Neuwied, Arkadaş Theater – Bluthochzeit (als Mutter)
- 2009–2011: Kleines Theater Bad Godesberg
  - 2009: Cocktail für eine Leiche (als Mrs. Wilson)
  - 2011: Nathan der Weise (als Daja)
- 2011: Die Säule Duisburg – Ein Herz und eine Seele (als Else Tetzlaff)
- 2011–2012: Theater im Bauturm Köln – Wolke 9 (als Inge)